# كازو أوكامورا
كازو أوكامورا (بالإنجليزية: Great Togo)‏ هو مصارع محترف أمريكي، ولد في 11 أكتوبر 1911 في هوود ريفير في الولايات المتحدة، وتوفي في 17 ديسمبر 1973 في لوس أنجلوس في الولايات المتحدة.

## روابط خارجية
- كازو أوكامورا على موقع CageMatch worker (الإنجليزية)